# باووپیانه
باووپیانه (به لهستانی:  Bałupiany) یک روستا در لهستان است که در گمینا گووداپ واقع شده‌است. باووپیانه ۴۰ نفر جمعیت دارد.